# Pedro Ferrer
Pedro Ferrer (ur. 1908, zm. ?) – kubański piłkarz, reprezentant kraju. Podczas kariery występował na pozycji napastnika.

## Kariera klubowa
Podczas kariery piłkarskiej Pedro Ferrer występował w klubie Iberia Hawana.

## Kariera reprezentacyjna
Pedro Ferrer występował w reprezentacji Kuby w latach trzydziestych i czterdziestych. W 1938 roku uczestniczył w mistrzostwach świata. Na mundialu we Francji wystąpił tylko w przegranym 0-8 meczu ćwierćfinałowym ze Szwecją.